# Syningen
Syningen (norwegisch für Besichtigung, auch bekannt als Lindsay-Nunatak) ist ein Nunatak im ostantarktischen Kempland. In der Hansenfjella ragt er 1,5 km südlich des See-Nunataks auf.
Norwegische Kartografen, die auch die Benennung vornahmen, kartierten ihn anhand von Luftaufnahmen, die bei der Lars-Christensen-Expedition 1936/37 entstanden. Namensgeber der vom Antarctic Names Committee of Australia (ANCA) vorgenommenen Benennung ist Lindsay Smith, Hubschraubermechaniker bei einer im Jahr 1965 durchgeführten Kampagne im Rahmen der Australian National Antarctic Research Expeditions.